# آدم دانجيلو
آدم دانجيلو (بالإنجليزية: Adam D'Angelo)‏ رجل أعمال أمريكي. يعرف بكونه الرئيس التنفيذي والمؤسس المشارك لموقع كيورا، ومقرها في ماونتن فيو، كاليفورنيا. كان يشغل منصب الرئيس التنفيذي للتكنولوجيا في فيسبوك  ثم غادر الشركة في عام 2008. وبعد عام وتحديدًا في يونيو 2009، بدأ كيورا مع تشارلي شيفر، الذي كان سابقًا موظفاً في فيسبوك.

## التعليم
تعلم في معهد كاليفورنيا للتقنية.

## مناصب وهيئات
تولى مناصب فيسبوك.